# Miner becut ocraci
El miner becut ocraci (Upucerthia validirostris) és una espècie d'ocell de la família dels furnàrids (Furnariidae) considerat per molts autors dues espècies diferents.

## Descripció
- Ocell de bec llarg i corbat. Fa una llargària d'uns 25 cm.
- Parts superiors gris marró pàl·lid. Parts inferiors marró groguenc molt clar. Cap grisenc amb celles clares. Gola blanquinosa.

## Hàbitat i distribució
Habita vessants rocoses amb malesa, als Andes, des del centre del Perú cap al sud fins al centre i sud-oest de Bolívia, nord de Xile i nord-oest de l'Argentina.

## Taxonomia
Fins fa poc, es distingien dues espècies, Upucerthia validirostris i Upucerthia jelskii (Cabanis, 1874), una a llevant i l'altra a ponent dels Andes, que es consideraven molt relacionades. El Congrés Ornitològic Internacional (versió 3.5, 2013) les ha unit en una sola, atenent la proposta del South American Classification Committee.

S'han descrit 5 subespècies:
- U. v. jelskii o U. jelskii jelskii (Cabanis, 1874). Andes del centre de Perú.
- U. v. pallida o U. j. pallida (Taczanowski, 1883). Sud de Perú, oest de Bolívia, nord de Xile i nord-oest de l'Argentina
- U. v. rufescens (Nores, 1986). Sierra de Famatina, al nord-oest de l'Argentina.
- U. v. saturata o U. j. saturata (Carriker, 1933). Andes occidentals del centre de Perú.
- U. v. validirostris (Burmeister, 1861). Nord-oest de l'Argentina.